# Ivan Aleksandrovič Popov
Ivan Popov (9 aprile 1960 – 3 settembre 2013) è stato un regista russo.

## Filmografia parziale

### Regista
- Kotёnok (1996)
- Novyj god v nojabre (2000)